# William Spence (Entomologe)

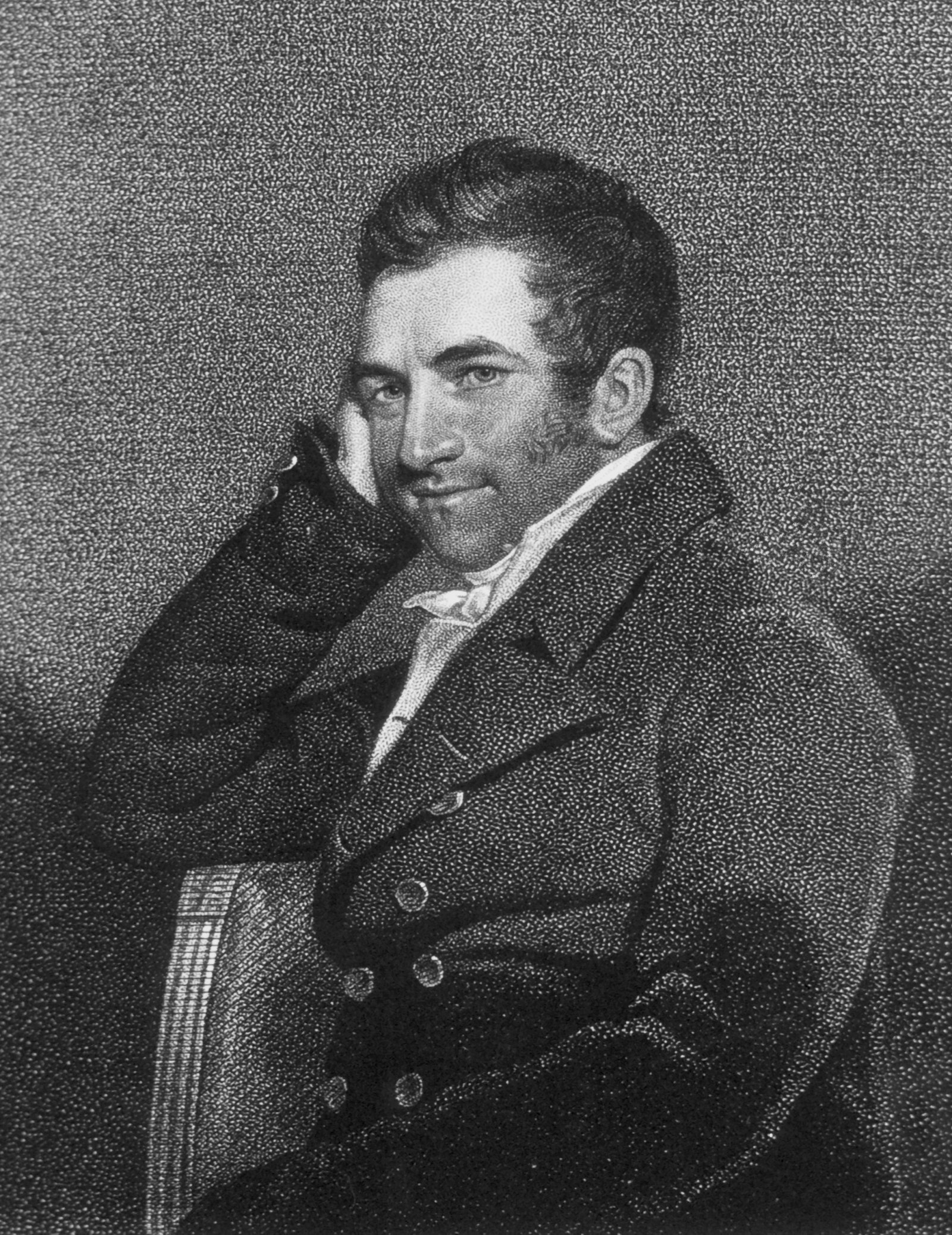
William Spence

William Spence (* getauft 1782 in Bishop Burton; † 6. Januar 1860) war ein britischer Entomologe und Ökonom.

## Leben
Spence war der Sohn eines Farmers aus Yorkshire und absolvierte eine Kaufmannslehre. 1804 heiratete er Elizabeth Blundell und eröffnete mit seinem Schwager Henry eine erfolgreiche Firma für Öle und Farben. Um dieselbe Zeit begann er sich für Insekten zu interessieren und korrespondierte mit dem Entomologen William Kirby, mit dem er von 1815 bis 1826 eine sehr erfolgreiche populärwissenschaftliche Einführung in die Insektenkunde veröffentlichte (Introduction to Entomology, 4 Bände). Er veröffentlichte auch entomologische Aufsätze und über Handel (Tracts on Political Economy 1822). Spence lebte in Kingston upon Hull und gab dort auch eine Zeitung heraus (Hull Rockingham).
1834 wurde er Fellow der Royal Society. 1833 war er einer der Gründer der Royal Entomological Society of London und 1847 deren Präsident. 1851 wurde er Mitglied der Leopoldina. Als 1838 La Société Cuvierienne gegründet wird, war er eines der 140 Gründungsmitglieder der Gesellschaft.
Der Kunsthändler und Maler William Blundell Spence (1814–1900) war sein Sohn. Er lebte in Florenz und malte alpine Landschaften.